# Alutiiq

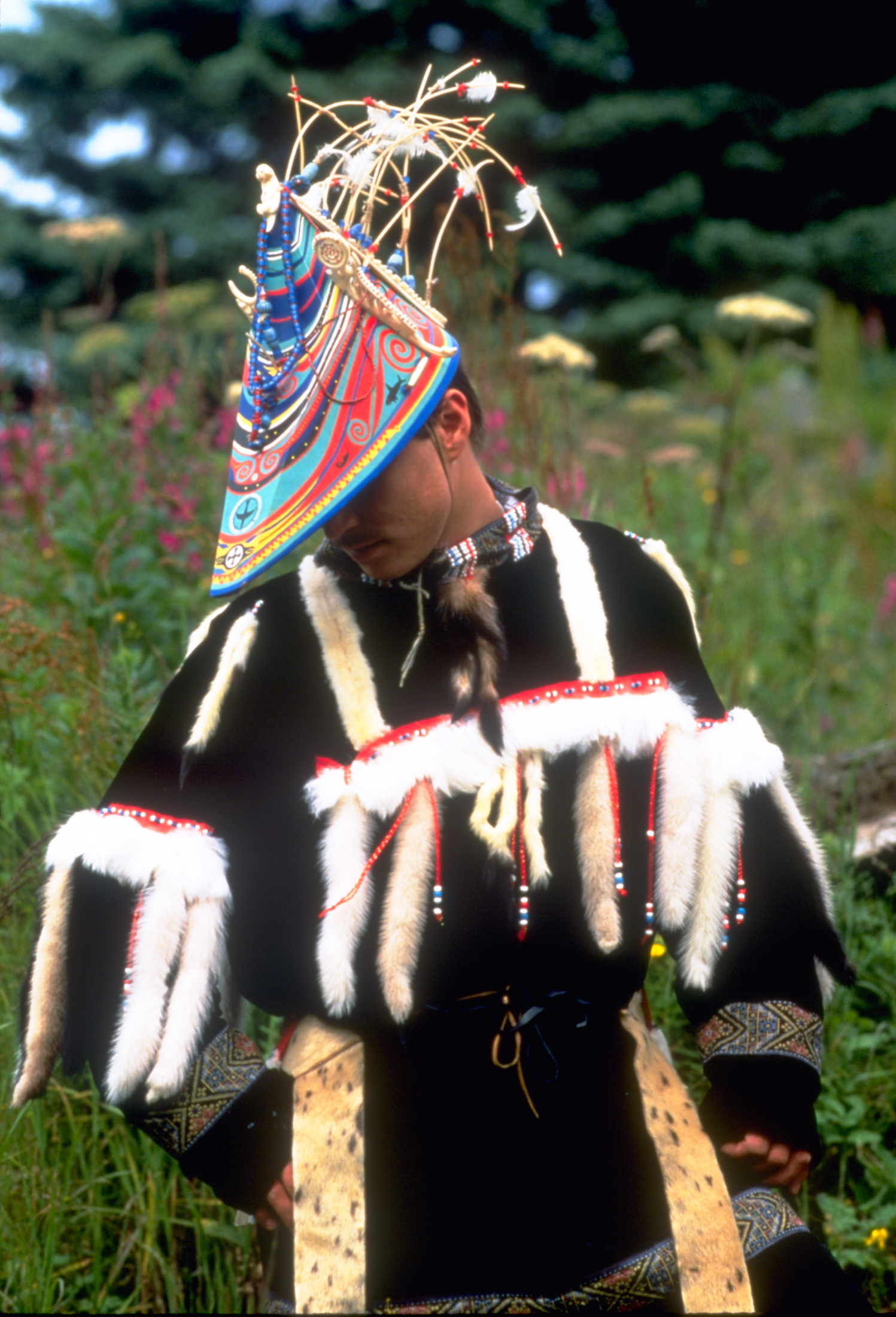
Vestimenta tradicional del poble alutiiq

L'idioma alutiiq, també anomenat yupik del Pacífic o sugpiaq, és una branca del yupik d'Alaska que s'estén per la costa sud, i com a tal, pertany al grup de les Llengües esquimoaleutianes. La llengua no ha de ser confosa amb la Llengua aleutiana, llengua parlada pels aleutians que viuen més cap al sud-est, al llarg de les illes Aleutianes.
La llengua alutiiq és relativament pròxima a la llengua parlada pels yupiks a l'àrea de Bethel (Alaska), però es considera una llengua diferent amb dos dialectes majors. El dialecte Chugach es parla a la Península de Kenai, i a l'estret de Prince William. Amb una població aproximada de 3,000 persones, el nombre de parlants arriba als pocs centenars. Les comunitats alutiiq estan en procés de revitalitzar la seva llengua. Tradicionalment han viscut a la costa, subsistint principalment dels recursos de l'oceà com el salmó, el mero i la balena, així com d'altres recursos de la costa com baies i mamífers terrestres. Abans d'entrar en contacte amb comerciants de pells russos, els alutiiq vivien en cases construïdes parcialment sota terra anomenades barabaras. Actualment viuen en comunitats pesqueres a la costa, on treballen en tots els aspectes de l'economia moderna.